# Хурити
Хурити (такође Курити; клинопис Ḫу-ур-ри 𒄷𒌨𒊑) су били народ древног Блиског истока, који је живио у сјеверној Месопотамији и областима источно и западно од ње, око 2500. године п. н. е. Вјероватно су се доселили с Кавказа, али за то нема чврстих доказа. Постојбина им је била Субарту, долина ријеке Кхабур, а касније су се наметнули као владари малих краљевства у Месопотамији и Сирији. Највеће и најважније од њих је било краљевство Митани. Хурити су играли важну улогу у историји Хетита.